# Inite
Inite Patriyotik (Unité patriotique, Inite (Unité) jusqu'en 2015) est un parti politique haïtien de centre gauche, fondée par l'ancien président René Préval (qui a quitté le parti en 2015).
Fondé en 2005, il était anciennement appelé le Front de l'espoir (Fwon Lespwa en créole haïtien), jusqu'en 2010 où le parti change de nom et devient Inite. Le parti est dissous le 30 avril 2019. Peu après, des anciens du parti rassemblés autour de Paul Denis forment Inifos.

## Historique
La coalition est créée en 2005 sous le nom de Front de l'espoir (Fwon Lespwa en créole haïtien) par d'anciens membres de Fanmi Lavalas dirigé par Jean-Bertrand Aristide. Elle prend le nom de Inite lors des élections générales de 2010-2011.
Cette coalition regroupe plusieurs organisations et mouvements politiques : 
- l'ESCANP (Effort de solidarité pour la construction d'une alternative nationale et populaire)
- le PLB (Pati Louvri Baryè)
- le Comité de résistance de Grand-Anse
- le Mouvement paysan du plateau Central
- le Mouvement Kombit du Sud-Est

### Élection présidentielle de 2006

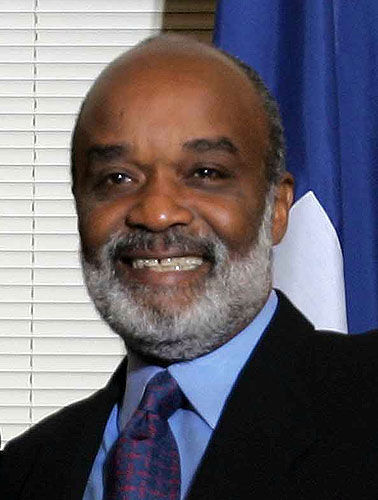
René Préval, président de la République de 2006 à 2011.

L'Agence des États-Unis pour le développement international et l'International Republican Institute tentent de créer un mouvement croupion du parti Lavalas pour soutenir leur candidat Marc Bazin, mais Jean-Bertrand Aristide et son parti Lavalas refusent de soutenir cette candidature. Au contraire, une partie des membres du parti Lavalas soutient la candidature de René Préval afin d'amorcer un dialogue politique et ainsi tenter de rétablir la paix et la démocratie. Une persécution massive sur les partisans du gouvernement Aristide évincé par le gouvernement intérimaire de Gérard Latortue précède la campagne électorale de 2006.
Lors de l'élection présidentielle haïtienne de 2006, René Préval est le candidat du Front de l'espoir. Avec 90 % des bulletins de votes comptés le 13 février, il arrive en tête du premier tour organisé le 7 février avec 49 % des voix. Le 16 février, il est déclaré vainqueur avec 51,21 % des voix. Malgré sa victoire, les partisans du Front de l'espoir trouvent un grand nombre de bulletins de vote brûlés au nom de leur candidat Préval. Le parti remporte les élections au Sénat avec 18,9 % des suffrages et 13 sénateurs élus sur 30 et 23 députés sur 99 à la Chambre des députés.

### Alliances politiques
Le Front de l'espoir s'inscrit dans le cadre de la coalition gouvernementale dirigée par le premier Ministre Jacques-Édouard Alexis. Par la suite, une alliance politique, la Coalition des parlementaires progressistes, dépose une motion de confiance contre le gouvernement d'Alexis pendant la crise des produits alimentaires de 2008. Par la suite, le Front de l'espoir rejette deux des candidats de René Préval comme éventuel Premier ministre. Grâce à une alliance électorale, les dirigeants du Front de l'espoir obtiennent la majorité à la Chambre.

### Élections législatives de 2010-2011
Lors des élections législatives de 2010-2011, le Front change son nom pour celui d'Inite et obtient 35 sièges de députés et 5 de sénateurs.

### Entre 2010 et 2016
Après les élections générales de 2016, le parti obtient 37 sièges à l'assemblée nationale. Il est dirigé par Marie Denise Claude, qui assume le poste de secrétaire-général du parti depuis le départ du président Jean-Max Bellerive.

### 2019: restructuration
Après de nombreux échecs électoraux, le parti est dissout.

### Inifos
Un nouveau parti se réclamant d'Inite est formé le 10 mai 2019 par Paul Denis sous le nom d'« Inifos ». Paul Denis est décédé le 11 mars 2024.